# Voleibol de praia nos Jogos Pan-Americanos de 2007 - Masculino
O torneio masculino de voleibol de praia nos Jogos Pan-Americanos de 2007 ocorreu entre 17 e 22 de julho na Praia de Copacabana. Dezesseis duplas participaram do evento.

## Medalhistas
| Ouro   | BRA Ricardo Alex Santos e Emanuel Rego |
| Prata  | USA Hans Stolfus e Ty Loomis           |
| Bronze | CUB Leonel Munder e Francisco Alvarez  |

## Formato
As dezesseis duplas equipes foram divididas em quatro grupos. Cada dupla jogou contra as outras do mesmo grupo, totalizando três jogos. As duas primeiras colocadas de cada grupo classificaram-se para as quartas-de-final, disputadas em jogos eliminatórios, com as duplas vencedoras indo às semifinais. Das semifinais, os vencedores disputaram a final e os perdedores lutaram pela medalha de bronze.

## Resultados

### Primeira fase

#### Grupo A
| Pos | Equipe                             | Pts | J | V | D | SP | SC | PP  | PC  |
| --- | ---------------------------------- | --- | - | - | - | -- | -- | --- | --- |
| 1   | BRA Ricardo Santos/Emanuel Rego    | 6   | 3 | 3 | 0 | 6  | 0  | 126 | 71  |
| 2   | CRC Jonathan Guevara/Marcelo Araya | 5   | 3 | 2 | 1 | 4  | 3  | 110 | 124 |
| 3   | ARG Fabio Pérez/Pablo Suárez       | 4   | 3 | 1 | 2 | 3  | 4  | 125 | 116 |
| 4   | COL Rafael Cabrales/Diego Naranjo  | 3   | 3 | 0 | 3 | 0  | 6  | 76  | 126 |

| Data   | Dupla 1          | Resultado | Dupla 2          | Parciais            |
| ------ | ---------------- | --------- | ---------------- | ------------------- |
| 17/jul | Ricardo/Emanuel  | 2 - 0     | Cabrales/Naranjo | 21:6, 21:14         |
| 17/jul | Guevara/Araya    | 2 - 1     | Pérez/Suárez     | 13:21, 21:19, 15:11 |
| 18/jul | Ricardo/Emanuel  | 2 - 0     | Pérez/Suárez     | 21:16, 21:16        |
| 18/jul | Guevara/Araya    | 2 - 0     | Cabrales/Naranjo | 21:16, 21:15        |
| 19/jul | Ricardo/Emanuel  | 2 - 0     | Guevara/Araya    | 21:9, 21:10         |
| 19/jul | Cabrales/Naranjo | 0 - 2     | Pérez/Suárez     | 11:21, 14:21        |

#### Grupo B
| Pos | Equipe                                      | Pts | J | V | D | SP | SC | PP  | PC  |
| --- | ------------------------------------------- | --- | - | - | - | -- | -- | --- | --- |
| 1   | CUB Francisco Álvarez/Leonel Munder         | 6   | 3 | 3 | 0 | 6  | 0  | 132 | 94  |
| 2   | URU Fabio Dalmas/Nicolás Zanotta            | 5   | 3 | 2 | 1 | 4  | 3  | 139 | 110 |
| 3   | ESA Jeovanny Medrano/David Vargas           | 4   | 3 | 1 | 2 | 3  | 4  | 114 | 127 |
| 4   | NCA Winston Calderón/Francisco Ramón Castro | 3   | 3 | 0 | 3 | 0  | 6  | 72  | 126 |

| Data   | Dupla 1         | Resultado | Dupla 2         | Parciais           |
| ------ | --------------- | --------- | --------------- | ------------------ |
| 17/jul | Álvarez/Munder  | 2 - 0     | Calderón/Castro | 21:8, 21:12        |
| 17/jul | Dalmas/Zanotta  | 2 - 1     | Medrano/Vargas  | 17:21, 21:14, 15:7 |
| 18/jul | Dalmas/Zanotta  | 2 - 0     | Calderón/Castro | 21:12, 21:8        |
| 18/jul | Álvarez/Munder  | 2 - 0     | Medrano/Vargas  | 21:14, 21:16       |
| 19/jul | Calderón/Castro | 0 - 2     | Medrano/Vargas  | 18:21, 14:21       |
| 19/jul | Álvarez/Munder  | 2 - 0     | Dalmas/Zanotta  | 23:21, 25:23       |

#### Grupo C
| Pos | Equipe                               | Pts | J | V | D | SP | SC | PP  | PC  |
| --- | ------------------------------------ | --- | - | - | - | -- | -- | --- | --- |
| 1   | USA Hans Stolfus/Ty Loomis           | 5   | 3 | 2 | 1 | 5  | 2  | 134 | 113 |
| 2   | PUR Joseph Gil/Joaquin Acosta        | 5   | 3 | 2 | 1 | 5  | 3  | 149 | 142 |
| 3   | VEN Jackson Henríquez/Igor Hernández | 5   | 3 | 2 | 1 | 4  | 3  | 137 | 130 |
| 4   | ECU Julio Bardales/Daniel Maldonado  | 3   | 3 | 0 | 3 | 0  | 6  | 93  | 128 |

| Data   | Dupla 1             | Resultado | Dupla 2            | Parciais            |
| ------ | ------------------- | --------- | ------------------ | ------------------- |
| 17/jul | Henríquez/Hernández | 2 - 1     | Gil/Acosta         | 21:17, 19:21, 18:16 |
| 17/jul | Bardales/Maldonado  | 0 - 2     | Stolfus/Loomis     | 9:21, 16:21         |
| 18/jul | Henríquez/Hernández | 0 - 2     | Stolfus/Loomis     | 17:21, 18:21        |
| 18/jul | Bardales/Maldonado  | 0 - 2     | Gil/Acosta         | 19:21, 15:21        |
| 19/jul | Henríquez/Hernández | 2 - 0     | Bardales/Maldonado | 21:13, 23:21        |
| 19/jul | Gil/Acosta          | 2 - 1     | Stolfus/Loomis     | 23:21, 15:21, 15:8  |

#### Grupo D
| Pos | Equipe                                    | Pts | J | V | D | SP | SC | PP  | PC  |
| --- | ----------------------------------------- | --- | - | - | - | -- | -- | --- | --- |
| 1   | CAN Jason Kruger/Wes Montgomery           | 6   | 3 | 3 | 0 | 6  | 0  | 127 | 84  |
| 2   | MEX Rodolfo Ontiveros/Ulises Ontiveros    | 5   | 3 | 2 | 1 | 4  | 2  | 122 | 95  |
| 3   | CHI Mauricio Recabarren/Juan Carlos Chamy | 4   | 3 | 1 | 2 | 2  | 4  | 94  | 123 |
| 4   | GUA Jorge Bolaños/José Alfredo González   | 3   | 3 | 0 | 3 | 0  | 6  | 86  | 127 |

| Data   | Dupla 1             | Resultado | Dupla 2             | Parciais     |
| ------ | ------------------- | --------- | ------------------- | ------------ |
| 17/jul | Kruger/Montgomery   | 2 - 0     | Recabarren/Chamy    | 21:15, 21:14 |
| 17/jul | Ontiveros/Ontiveros | 2 - 0     | Bolaños/González    | 21:13, 21:17 |
| 18/jul | Kruger/Montgomery   | 2 - 0     | Bolaños/González    | 21:13, 21:4  |
| 18/jul | Ontiveros/Ontiveros | 2 - 0     | Recabarren/Chamy    | 21:11, 21:11 |
| 19/jul | Kruger/Montgomery   | 2 - 0     | Ontiveros/Ontiveros | 21:18, 22:20 |
| 19/jul | Recabarren/Chamy    | 2 - 0     | Bolaños/González    | 21:19, 22:20 |

### Fase final
|  | Quartas de final        | Quartas de final    |                       |                    | Semifinais            | Semifinais     |  |  | Final               | Final |
|  |                         |                     |                       |                    |                       |                |  |  |                     |       |
|  | 20 de julho - 12h00     |                     |                       |                    |                       |                |  |  |                     |       |
|  |                         |                     |                       |                    |                       |                |  |  |                     |       |
|  | CAN Kruger/Montgomery   | 2                   |                       |                    |                       |                |  |  |                     |       |
|  | CAN Kruger/Montgomery   | 2                   | 21 de julho - 15h00   |                    |                       |                |  |  |                     |       |
|  | CRC Araya/Guevara       | 0                   |                       |                    |                       |                |  |  |                     |       |
|  | CRC Araya/Guevara       | 0                   | CAN Kruger/Montgomery | 0                  |                       |                |  |  |                     |       |
|  | 20 de julho - 14h00     |                     | CAN Kruger/Montgomery | 0                  |                       |                |  |  |                     |       |
|  |                         | BRA Ricardo/Emanuel | 2                     |                    |                       |                |  |  |                     |       |
|  | BRA Ricardo/Emanuel     | BRA Ricardo/Emanuel | 2                     | 2                  |                       |                |  |  |                     |       |
|  | BRA Ricardo/Emanuel     |                     | 22 de julho - 15h00   | 2                  |                       |                |  |  |                     |       |
|  | MEX Ontiveros/Ontiveros | 0                   |                       |                    |                       |                |  |  |                     |       |
|  | MEX Ontiveros/Ontiveros | 0                   | BRA Ricardo/Emanuel   | 2                  |                       |                |  |  |                     |       |
|  | 20 de julho - 10h00     |                     | BRA Ricardo/Emanuel   | 2                  |                       |                |  |  |                     |       |
|  |                         | USA Stolfus/Loomis  | 0                     |                    |                       |                |  |  |                     |       |
|  | USA Stolfus/Loomis      | USA Stolfus/Loomis  | 0                     | 2                  |                       |                |  |  |                     |       |
|  | USA Stolfus/Loomis      | 21 de julho - 16h00 |                       | 2                  |                       |                |  |  |                     |       |
|  | URU Dalmas/Zanotta      | 0                   |                       |                    |                       |                |  |  |                     |       |
|  | URU Dalmas/Zanotta      | 0                   | USA Stolfus/Loomis    | 2                  | Terceiro lugar        | Terceiro lugar |  |  |                     |       |
|  | 20 de julho - 11h00     |                     | USA Stolfus/Loomis    | 2                  | Terceiro lugar        | Terceiro lugar |  |  |                     |       |
|  |                         | CUB Álvarez/Munder  | 1                     |                    |                       |                |  |  |                     |       |
|  | CUB Álvarez/Munder      | CUB Álvarez/Munder  | 1                     | 2                  | CAN Kruger/Montgomery | 1              |  |  |                     |       |
|  | CUB Álvarez/Munder      |                     |                       | 2                  | CAN Kruger/Montgomery | 1              |  |  |                     |       |
|  | PUR Gil/Acosta          | 0                   |                       | CUB Álvarez/Munder | 2                     |                |  |  |                     |       |
|  | PUR Gil/Acosta          | 0                   |                       |                    | 2                     |                |  |  |                     |       |
|  |                         |                     |                       |                    |                       |                |  |  | 22 de julho - 13h00 |       |
|  |                         |                     |                       |                    |                       |                |  |  |                     |       |

| Data              | Dupla 1           | Resultado        | Dupla 2             | Parciais            |
| Quartas-de-final  | Quartas-de-final  | Quartas-de-final | Quartas-de-final    | Quartas-de-final    |
| ----------------- | ----------------- | ---------------- | ------------------- | ------------------- |
| 20/jul            | Kruger/Montgomery | 2 - 0            | Araya/Guevara       | 21:11, 21:8         |
| 20/jul            | Ricardo/Emanuel   | 2 - 0            | Ontiveros/Ontiveros | 21:14, 21:16        |
| 20/jul            | Stolfus/Loomis    | 2 - 0            | Dalmas/Zanotta      | 21:12, 21:14        |
| 20/jul            | Álvarez/Munder    | 2 - 0            | Gil/Acosta          | 21:17, 21:9         |
| Semifinais        |                   |                  |                     |                     |
| 21/jul            | Kruger/Montgomery | 0 - 2            | Ricardo/Emanuel     | 15:21, 16:21        |
| 21/jul            | Stolfus/Loomis    | 2 - 1            | Álvarez/Munder      | 21:13, 17:21, 15:13 |
| Disputa do Bronze |                   |                  |                     |                     |
| 22/jul            | Kruger/Montgomery | 1 - 2            | Álvarez/Munder      | 19:21, 21:17, 11:15 |
| Final             |                   |                  |                     |                     |
| 22/jul            | Ricardo/Emanuel   | 2 - 0            | Stolfus/Loomis      | 21:19, 21:13        |